# Zelené
Zelené je malá vesnice, část obce Lužany v okrese Plzeň-jih v Plzeňském kraji. Nachází se asi 2,5 kilometru jihovýchodně od Lužan. Je zde evidováno 36 adres. V roce 2011 zde trvale žilo 62 obyvatel.
Zelené je také název katastrálního území o rozloze 2,83 km². V katastrálním území Zelené leží i Zelená Hora.

## Historie
První písemná zmínka o vesnici pochází z roku 1379.

## Obyvatelstvo
| Rok            | 1869 | 1880 | 1890 | 1900 | 1910 | 1921 | 1930 | 1950 | 1961 | 1970 | 1980 | 1991 | 2001 | 2011 | 2021 |
| -------------- | ---- | ---- | ---- | ---- | ---- | ---- | ---- | ---- | ---- | ---- | ---- | ---- | ---- | ---- | ---- |
| Počet obyvatel | 189  | 182  | 178  | 169  | 191  | 180  | 164  | 145  | 128  | 123  | 95   | 91   | 83   | 62   | 62   |
| Počet domů     | 31   | 31   | 31   | 33   | 32   | 32   | 34   | 34   | 34   | 31   | 28   | 34   | 35   | 35   | 36   |

## Obecní správa
Při sčítání lidu v letech 1850–1959 Zelené bylo samostatnou obcí v okrese Přeštice. Od roku 1960 je částí obce Lužany v okrese Plzeň-jih. V letech 1850–1959 k obci patřila Zelená Hora.

## Fotogalerie

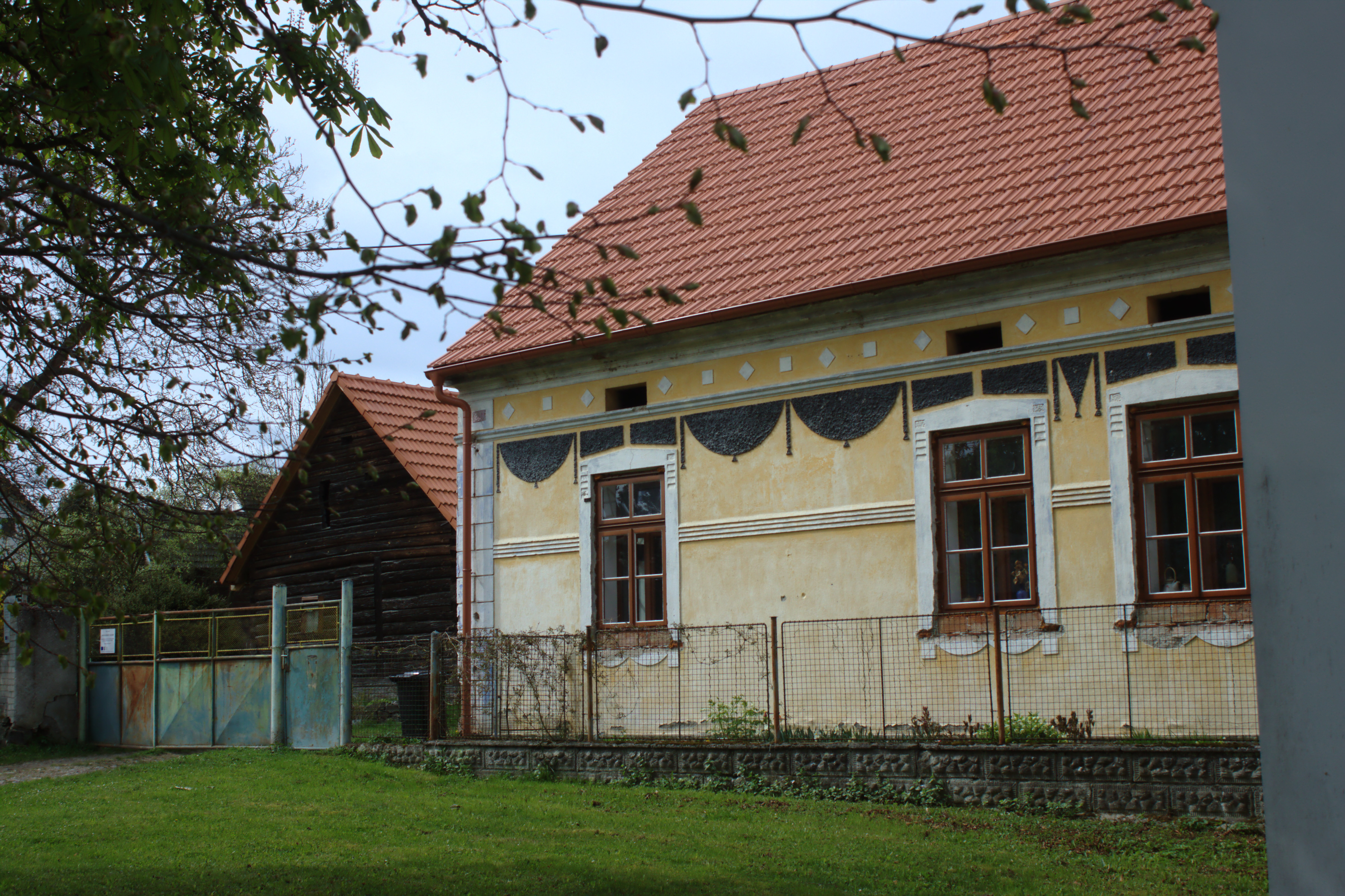
Místní dům
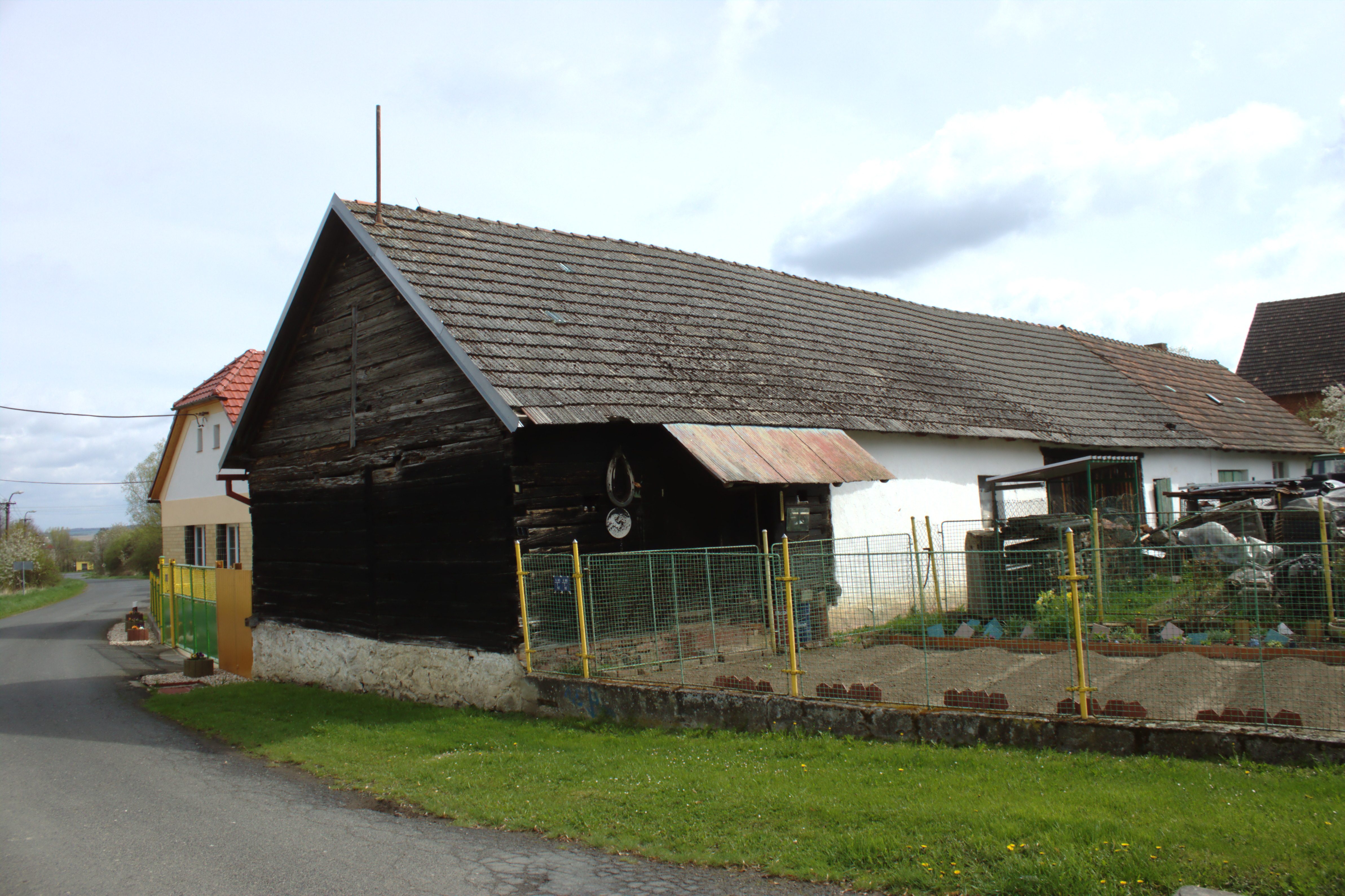
Chalupa v Zelené
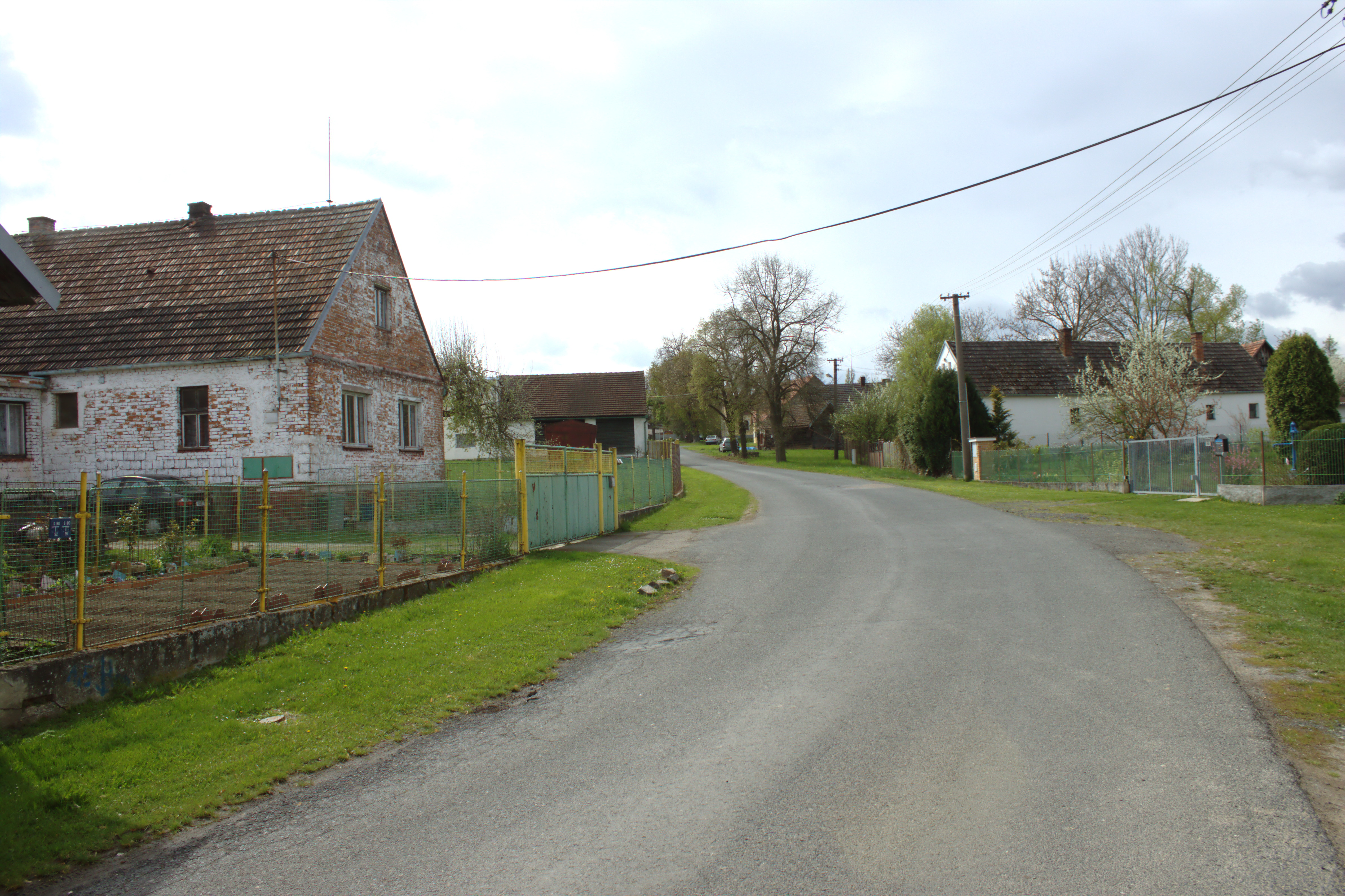
Místní domy u silnice